# ساندرا كالين
ساندرا كيلين (من مواليد 6 نوفمبر 1971) هي مدربة كرة قدم سويسرية ولاعبة كرة قدم سابقة، تشغل منصب المدربة المساعدة لمنتخب منتخب السعودية لكرة القدم للسيدات.

## المسيرة كلاعبة
لعبت كيلين في مركز لاعبة وسط أو مهاجمة. مثلت منتخب سويسرا لكرة القدم للسيدات دوليًا ولعبت كرة القدم على مستوى الأندية في ألمانيا وسويسرا. كما لعبت كرة القدم الشاطئية.

## المسيرة التدريبية
في عام 2022، تم تعيين كيلين مساعدة مدرب لمنتخب منتخب السعودية لكرة القدم للسيدات.